# 王子製紙苫小牧工場
王子製紙苫小牧工場（おうじせいしとまこまいこうじょう）は、北海道苫小牧市にある王子製紙の工場。 1910年（明治43年）の操業以来、王子製紙の中核工場としてパルプから紙まで一貫生産体制を行っている。
王子製紙では唯一苫小牧工場のみが新聞用紙の生産を続けており、日本国内需要の約25%を供給している。また、単一工場としては世界最大規模の新聞用紙生産工場になっている。
工場内の複数の施設が「苫小牧市の製紙関連遺産」として経済産業省の「近代化産業遺産」、工場の塀に広がる植物が「王子製紙苫小牧工場の塀の花」として「未来にのこしたい日本の花風景『池坊 花逍遥100選』」に選定されている。

## 設備
- KP 製造設備 (630 t/D)[1]
- TMP 製造設備 (760 t/D)[1]
- RGP 製造設備 (190 t/D)[1]
- DIP 製造設備 (1,950 t/D)[1]
- GP 製造設備 (400 t/D)[1]
- PGW 製造設備 (190 t/D)[1]
- 抄紙機 (8台、3,623 t/日)[1]
- 水力タービン (13台、40,350 kW)[1]
- ボイラー (7台、1,490 t/H)[1]
- 蒸気タービン (13台、267,550 kW)[1]

## 歴史
王子製紙は1873年（明治6年）設立の「抄紙会社」に始まり、1876年（明治9年）に商号を「製紙会社」と変更、1893年（明治26年）に創業地の名を冠し「王子製紙」と改称した。苫小牧工場建設の背景は、日露戦争後に急増した新聞需要と経営が悪化した会社の命運を賭けた生き残り策であった。苫小牧を建設地に選んだのは、支笏湖が背後にあるため水力発電に必要な水量が豊富にあること、原材料の入手に不自由しないこと、広大な用地を安価で購入できることなどが理由であった。1908年（明治41年）から関連工事が始まり、千歳川水系で6カ所、尻別川水系で2カ所の水力発電所を建設し、工場の建築資材や原木を運ぶ軽便鉄道（王子軽便鉄道、苫小牧軽便鉄道）を運用して人や物を輸送した。1910年（明治43年）の苫小牧工場操業は会社の生産量を跳ね上げ、日本国内のシェアを伸ばした。また、工場の操業は苫小牧の発展にも大きく影響を及ぼしている。
- 1908年（明治41年）：王子軽便鉄道運転開始（1951年廃止）[7]。
- 1909年（明治42年）：「迎賓館」（王子倶楽部）開館[11]。
- 1910年（明治43年）：「王子製紙苫小牧工場」操業開始[6]。
- 1949年（昭和24年）：王子製紙が「過度経済力集中排除法」により分割し、苫小牧工場単独で「苫小牧製紙」組織[12]。
- 1952年（昭和27年）：商号変更に伴い[6]、「王子製紙工業苫小牧工場」となる。
- 1958年（昭和33年）：145日間に及ぶ労働争議（王子争議）発生[13]。
- 1960年（昭和35年）：「王子神社」建立。商号変更に伴い[6]、「王子製紙苫小牧工場」となる。
- 1967年（昭和42年）：「王子総合病院」が医療法人として独立。
- 1974年（昭和49年）：200 m集合煙突通煙開始[14]。
- 1975年（昭和50年）：新聞古紙脱墨設備新設[6]。
- 1993年（平成05年）：神崎製紙との合併に伴い[6]、「新王子製紙苫小牧工場」となる。
- 1996年（平成08年）：本州製紙との合併に伴い[6]、「王子製紙苫小牧工場」となる。
- 2004年（平成16年）：王子球場を苫小牧市に貸与（「苫小牧市営清水野球場」）[注 1][16]。
- 2007年（平成19年）：「大気汚染防止法」による窒素酸化物の基準値超過と報告義務違反が発覚[17]。
- 2010年（平成22年）：創業100周年[18]。社有地に公園（「北光町未来の森公園」）を整備し、苫小牧市に無償貸与[19]。
- 2012年（平成24年）：持株会社制移行に伴い、王子製紙が王子ホールディングスの子会社になる[6]。

## 福利厚生
福祉厚生施設の設置目的は労働の再生産であるが、社員確保の側面もあった。工場建設時から迎賓館（王子倶楽部）や仮事務所に病院（王子総合病院の前身）を開設し、1910年（明治43年）の工場操業時には職員に対して寮、配給所、共同浴場といった日常的な施設を整備した。一方、職工に対しては運動会や演劇などのソフト面で賄われ、ハード面の整備が遅れた。1915年（大正4年）には娯楽施設の「王子娯楽場」が開場している（1982年閉場）。昭和になると野球場や武道場といった体育施設を設置しており、1937年（昭和12年）には大規模なスケートリンクを整備した。1956年（昭和31年）に屋内体育施設の「王子スポーツセンター」（後の王子製紙スケートセンター）が完成したが、施設の老朽化によって2012年に閉鎖した。1968年（昭和43年）開館の「成志会館」は成志倶楽部の流れを引き継いでおり、約100人収容のホールや宿泊施設があった（1999年閉館）。これら施設の多くが一定期間を経て一般利用することができたため、苫小牧の地域経済にも寄与した。
関連施設
- 社宅
- 北光寮
- 秀峰館道場
- 王子神社

旧迎賓館
- 王子倶楽部

クラブ活動
- 王子イーグルス（現・レッドイーグルス北海道）
- 王子製紙苫小牧硬式野球部（廃止）

## アクセス
- 北海道旅客鉄道（JR北海道）苫小牧駅から徒歩約10分
- 道南バス「苫小牧駅前」「駅通」バス停下車
- 北海道中央バス（札幌北営業所）・あつまバス「苫小牧駅前」バス停下車
- 道央自動車道苫小牧中央ICから車で約10分

## 関連会社
- 苫小牧王子紙業
- 苫小牧協和サービス

グループ会社
- 苫小牧共同酸素
- 苫小牧エネルギー公社
- 王子工営北海道
- 王子総合病院
- ホテルニュー王子（グランドホテルニュー王子）
- 王子サービスセンター[23]（2003年4月、マックスバリュ北海道[24]へ譲渡。）

その他
- 王子サーモン -   当時の副社長熊澤貞夫が、ロンドンで食べたスモークサーモンに日本のサケを使われていたことがきっかけで1967年設立。2013年7月1日、スモークサーモン事業を新会社へ分割し、株式の大半をエスロードへ売却した。
- 生活協同組合道央市民生協 - 王子製紙の第1組合の組合員により苫小牧地区労働者生協として誕生。2006年コープさっぽろに統合。

## 参考資料
- 新王子製紙「新王子製紙 (株) 苫小牧工場」『紙パ技協誌』第49巻、紙パルプ技術協会、1995年、2017年3月7日閲覧。
- 角哲、角幸博、池上重康「王子製紙（株）苫小牧工場社宅街について」『日本建築学会計画系論文集』第72巻、日本建築学会、2007年、2017年3月7日閲覧。